# Rokycanská stráň
Rokycanská stráň je přírodní památka na severním okraji města Rokycany v okrese Rokycany v Plzeňském kraji. Oblast spravuje Krajský úřad Plzeňského kraje.

## Předmět ochrany
Zřízení chráněného přírodního výtvoru Rokycanská stráň bylo stanoveno vyhláškou ONV Rokycany v roce 1981 za účelem ochrany stratotypu klabavských vrstev barrandienského ordoviku a naleziště zkamenělin šáreckých vrstev lokality Drahouš z důvodu jejich ochrany před neodborným sběrem.

## Geologická charakteristika
Přírodní památka se skládá ze čtyř oddělených částí. Na území Kalvárie, Husových sadů a Valchy na severním okraji Rokycan vystupují jílovité břidlice, v nichž je zastoupena fauna biozon klabavského souvrství (ordovik). V části zvané Drahouš se vyskytují také výchozy jílovitých břidlic šáreckého souvrství (spodní polohy, ordovik).